# Yanomamius franciscoi
Espèce
Yanomamius franciscoi est une espèce d'araignées mygalomorphes de la famille des Theraphosidae.

## Distribution
Cette espèce est endémique de l'État d'Amazonas au Brésil,. Elle rencontre vers Manaus.

## Description
Le mâle holotype mesure 24,03 mm et la femelle paratype 22,89 mm.

## Étymologie
Cette espèce est nommée en l'honneur de Francisco Felipe Xavier Filho.

## Publication originale
- Bertani & Almeida, 2021 : « Yanomamius n. gen., a new genus of tarantula from Brazilian and Venezuelan Amazon (Araneae, Theraphosidae), with description of three new species. » Zootaxa, no 4933(3), p. 324-340.